# ジョン・ナッシュ
ジョン・フォーブス・ナッシュ・ジュニア（John Forbes Nash Jr. 1928年6月13日 - 2015年5月23日）は、アメリカ人の数学者。ゲーム理論、微分幾何学、偏微分方程式で著名な業績を残す。1994年にゲーム理論の経済学への応用に関する貢献によりラインハルト・ゼルテン、ジョン・ハーサニと共にノーベル経済学賞を、2015年に非線形偏微分方程式論とその幾何解析への応用に関する貢献によりルイス・ニーレンバーグと共にアーベル賞を受賞した。 微分幾何学では、リーマン多様体の研究に関して大きな功績を残す。
1959年から統合失調症を患うようになり、1960年代には精神病院に通いながら研究を続ける。1970年ごろから寛解に向かい、1990年代には症状が出なくなったとされる。彼の半生を描いた映画『ビューティフル・マインド』は、天才数学者としての偉業と成功、及び後の統合失調症に苦しむ人生を描いた作品である。

## 経歴

### 幼少期 - 高校卒業
1928年6月13日生まれ。出生地はウェストバージニア州ブルーフィールドで、電気技術者の父と、英語及びラテン語の教師であった母の間に生まれた。幼い頃から、他人との共同作業を好まず、独りでいることを好み、また何事も自分の考えた方法で行うことを好む少年であった。
小学生の時に両親から『コンプトン百科事典』を買い与えられ、12歳の時、自室で科学実験を始める。この頃既に、彼が非常に聡明な頭脳の持ち主であると家族や友人は気付いていたが、その知的聡明さゆえに友人からは拒絶され、また彼自身も友人たちが興じているダンスやスポーツが、自分の実験や勉強に対して悪影響を及ぼすものであると信じていたようである。
高校は地元のブルーフィールド・カレッジに進学。この頃、E.T. Bellの著書『Men of Mathematics』（邦題『数学をつくった人びと』ハヤカワ文庫）を読み、後の専門分野となる数学に興味を持つが、電気技術者の父の影響で化学や電気工学を専攻する。

### 大学入学 - 博士号取得
17歳の時、カーネギー工科大学にジョージ・ウェスティングハウス奨学生として飛び級進学。入学当初は専攻が化学工学であったが化学に変更、その後教員の勧めで数学に変更。選択科目で国際経済学を学び、経済学に対する興味を持つ。この大学で1948年に、学士号と修士号を同時に取得。
ナッシュは博士課程をプリンストン大学で過ごすことになるが、カーネギー工科大学での指導教官であるリチャード・ダフィンがプリンストン大学へ送った推薦状には「He is a mathematical genius.」（この男は数学の天才である。）と書かれていた。

### 研究者としての最盛期
プリンストン大学博士課程在学中はゲーム理論を研究し、1950年、非協力ゲームに関する博士論文 "Non-cooperative Games" で博士号を取得。この論文はアルバート・ウィリアム・タッカー教授の指導の下に書かれ、後にナッシュ均衡と呼ばれる非協力ゲームにおける均衡解に関する定義と特性が含まれていた。この頃にナッシュはゲーム理論に関する以下の三つの論文を発表している。
- "Equilibrium Points in N-person Games" （1950年、科学雑誌PNASにて発表）
- "The Bargaining Problem" （1950年4月、経済学雑誌Econometricaにて発表）
- "Two-person Cooperative Games" （1953年1月、経済学雑誌Econometricaにて発表）

しかし、ゲーム理論の研究は着想としては興味深いものの、数学の博士号を得るには数学的に貧弱なものであったため、ゲーム理論に関する研究が博士論文として認められなかった場合に備え、ナッシュは当時から微分幾何学のリーマン多様体への埋め込み問題の研究にも着手していた。ゲーム理論の研究が一通りまとまった博士課程修了後に、1951年に専任講師として赴任したマサチューセッツ工科大学（MIT）やランド研究所でこちらの研究に本格的に取り組み、以下の重要な論文を残している。
- "Real algebraic manifolds"（1952年、数学雑誌Annals of Mathematicsにて発表）
- "C1-isometric imbeddings"（1954年、数学雑誌Annals of Mathematicsにて発表）
- "The imbedding problem for Riemannian manifolds"（1956年、数学雑誌Annals of Mathematicsにて発表）
- "Analyticity of the solutions of implicit function problem with analytic data"（1966年、数学雑誌Annals of Mathematicsにて発表）

実際、ナッシュ自身が「(ゲーム理論は)私の仕事の中で特につまらないもの」と評しているように、ナッシュの数学者としての評価を高めたのはゲーム理論に関する仕事ではなく、このリーマン多様体に関する仕事であった。
1953年、当時の恋人であったエレノア（Eleanor Stier）との間に男児が生まれるが、結婚には至らなかった。

### 闘病生活・快復
1954年にサンタモニカで逮捕されたこと（公衆トイレでの卑猥な行為）が原因でランド研究所でのポストを失った。
1957年2月にエルサルバドル出身でMITの学生であったアリシア（Alicia Lopez-Harrison de Lardé）と結婚する。
1958年、アリシアが妊娠し、また29歳の若さでMITの終身職員の権利を得る。しかし、この頃から異常な言動が目立ち始め、1959年に病院で検査を受けた結果、現在で言う統合失調症であると診断される。この頃、ナッシュは数学界最大の難問とも言われるリーマン予想の証明に専心しており、そのあまりの困難さが彼の精神をむしばむ要因となったとする見解を示す者もいる。
1959年、MIT職員を辞職し、ヨーロッパとアメリカを放浪する旅に出る。1960年にプリンストン大学近郊に戻り、病気の治療で入退院を繰り返しながらも数学の研究を再開した。この頃の病状は非常に重く、大学構内を無為に徘徊することもあり、「ファインホールのファントム」等と言われることもあった。
1963年にアリシアと離婚。しかし、アリシアは1970年にナッシュを夫としてではなく、同居人の形で引き取り、彼の闘病生活を支えることを決心した。この頃からナッシュの病状は少しずつ回復のきざしを見せ始める。
1978年にはカルトン・レンケとともにジョン・フォン・ノイマン理論賞を受賞する。この受賞対象となった仕事は後にノーベル経済学賞を受賞するナッシュ均衡に関する仕事と大枠では同一であるが、こちらは情報工学における見地から贈賞されている。
1980年代後半には統合失調症から快復した。

### 晩年・最期

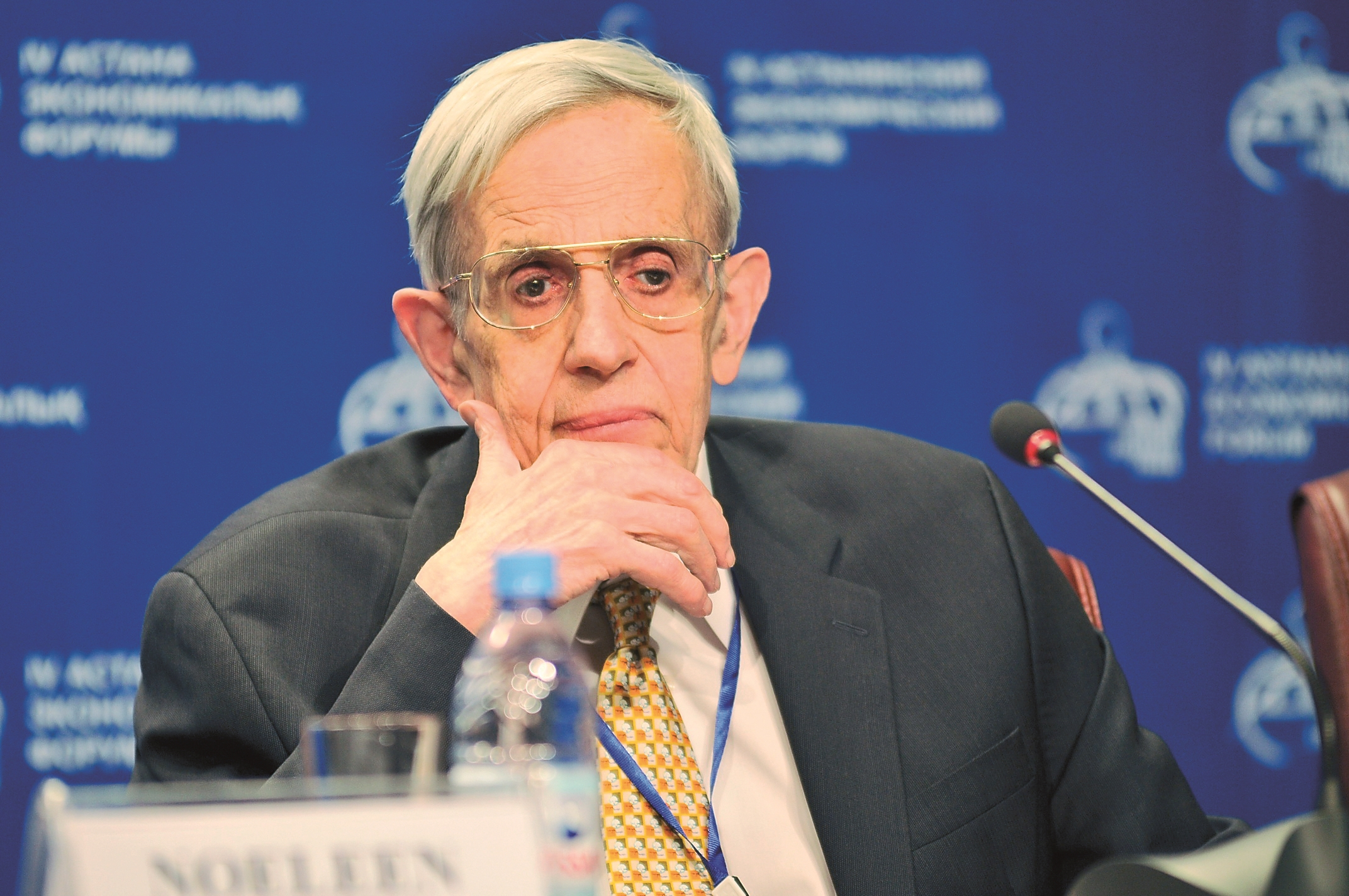
2011年

1990年代以降は形式上研究者として引退していたが、プリンストン大学の数学科の校舎にはナッシュの研究室があり、研究を続けていた。
1994年にゲーム理論に関する功績によりゼルテン、ハーサニとともにノーベル経済学賞を受賞。1999年にマイケル・クランドールとともにスティール賞を受賞。この頃にはアリシアとの関係も元の状態に戻っており、2001年に再婚した。
世界中の大学や学会で講演、指導を行い、1999年にカーネギーメロン大学から名誉博士号(科学技術)を、2003年にフェデリコ2世・ナポリ大学から名誉博士号(経済学)を、2007年にアントワープ大学から名誉博士号(経済学)を、2011年に香港城市大学から名誉博士号(科学)を、それぞれ贈られている。
2012年にアメリカ数学会のフェローに選出された。
2015年5月19日にリーマン多様体の埋め込み問題に関する功績によりニーレンバーグとともにアーベル賞を受賞。オスロで行われた授賞式からの帰路、5月23日にニュージャージー州でアリシアと共に乗っていたタクシーが事故を起こし、夫婦は共に車外に投げ出され死亡した。ナッシュは86歳、アリシアは82歳であった。

## 精神障害
ナッシュの精神障害は最初は偏執病の形となって表れ、後に彼の妻はそれを常軌を逸した振る舞いであったと記している。ナッシュは、赤いネクタイをした男はすべて、共産主義的陰謀に巻き込もうとしている者と信じていた。
ナッシュはワシントンDCの大使館に対して手紙を書き、共産主義者らが政府を設立しようとしていると訴えた。ナッシュの精神問題が彼の職業人生に影響を及ぼしたのは、1959年のコロンビア大学におけるアメリカ数学会の講義においてであった。それはリーマン予想の証明に関するものであったが、講義の内容は理解不能なものになっていた。この講義にて聴講者らは、彼は何かがおかしいとすぐに理解した。
1959年4月、彼はマクリーン病院に入院し、5月までの入院となり、そこで彼はパラノイド型統合失調症（paranoid schizophrenia、統合失調症の一種）と診断された。1961年、ニュージャージー州立トレントン病院に入院し、9年以上を精神病院で過ごし、そこで抗精神病薬とインスリン・ショック療法を受けた。
ナッシュは薬物療法を受けていたが、それは薬を使用するようにとの圧力のためであったと後に記している。1970年以降、彼は病院に通院しなくなり、また薬物療法を受けることも拒否した。ナッシュによれば、映画『ビューティフル・マインド』では新種の非定型抗精神病薬を取っていたとされているが、それは不正確だとしている。ナッシュは映画のシナリオライターが、この障害を持っている人々が映画によって服薬を中断することのないようにと配慮したものだとしている。ナッシュは抗精神病薬は過大評価されており、その副作用が十分に考慮されずに精神病患者に与えられていると感じていた。 
映画の元となった書籍『ビューティフル・マインド』の著者であるシルヴィア・ネイサーによれば、ナッシュは時間をかけて徐々に回復したのだという。その時期には、アリシアに元気づけられながら共に生活し、プリンストン大学数学科の面々は病気により奇妙な行動をとるナッシュを受け入れてくれていた。アリシアによると、ナッシュの寛解は周りのサポートによる「静かな生活」のおかげであろうとしている。
ナッシュは、精神的不調が始まったのは1959年の序盤で、彼の妻が妊娠していた時であるとしている。彼はその過程を、「科学的な合理的思考から、精神医学的に『統合失調症』や『パラノイド統合失調症』とされるような人々特有の妄想的思考へと変化していった」と記している。この時期のナッシュは、自身は特別な役割を担っており、世界で最も重要な人物であるという誇大妄想に取りつかれていた。ナッシュがこのような思考に陥った要因として、自身の望んでいたほど周りの評価が高くなく、もっと認められたいという願望や、ナッシュ独自の科学的思考による過度なプレッシャーを感じていたことが、自身の言葉から示唆されている。その後、妄想や幻聴による思考を無駄な労力として自ら意識的に排除することで、徐々に症状が落ち着いていったという。